# 马邦河
马邦河（1974年—），保安族，中华人民共和国政治人物、第十一届全国政协委员。
担任甘肃省伊斯兰教协会副秘书长、甘肃省积石山县刘集乡高赵家门宦教长。2008年，当选第十一届全国政协委员，代表少数民族界，分入第四十九组。2018年1月，当选第十三届全国政协委员。